# 楠見藍子
楠見 藍子（くすみ あいこ、1983年5月11日 - ）は、日本の女性声優。プロダクション・エース所属。千葉県出身。

## 来歴
桐朋学園芸術短期大学専攻科演劇専攻卒業。2006年にマウスプロモーション附属俳優養成所入所。2008年にマウスプロモーションに所属。
2023年2月末をもってマウスプロモーションを退所、フリー期間を経て、4月1日付でプロダクション・エース所属となった。

## 人物
父は楠見尚己で、かつては同じ事務所に所属していた。
演劇集団キャラメルボックスに所属する多田直人と結婚したが、
2011年12月9日に離婚。その後、2014年5月2日に一般男性と再婚したことを発表し、翌年3月29日に第一子となる長男を出産、2018年11月29日には第二子となる次男を出産している。
趣味・特技は水泳、歌、読み聞かせ。

## 出演

### テレビアニメ
2008年
- かんなぎ（女子生徒）

2009年
- かなめも（レポーター、アナウンサー）
- 戦う司書 The Book of Bantorra（店員）

2010年
- おおきく振りかぶって 〜夏の大会編〜（友利）
- ストライクウィッチーズ2（ライーサ・ペットゲン）

2011年
- THE IDOLM@STER（女子高生C）
- スイートプリキュア♪（スイーツ部員、女子生徒、恵、母親、子ども、少年）
- ブレイド（スンダル·ホロン）
- ルパン三世 血の刻印 〜永遠のMermaid〜（女の子）

2012年
- PSYCHO-PASS サイコパス（川原崎加賀美）
- Fate/Zero 2ndシーズン（子供）
- LUPIN the Third -峰不二子という女-（踊り子）

2014年
- ガンダムビルドファイターズトライ（女子生徒）
- 七つの大罪（鍚杖の子）

2024年
- ふしぎ駄菓子屋 銭天堂（神子山香枝）

### 劇場アニメ
- 劇場版 BLOOD-C The Last Dark（2012年、女子生徒）
- ストライクウィッチーズ Operation Victory Arrow vol.2 エーゲ海の女神（2015年、ライーサ・ペットゲン[18]）

### Webアニメ
- マウスどうぶつえん（2017年、レッサーパンダのあいこ、あいこの息子）

### OVA
- スーパーストリートファイターIV（2010年、ドールズ01） - Xbox 360版限定特典アニメ
- さんかれあ 第13話（2012年、来宮・ダリン・アーシェント） - BD / DVD第6巻収録

### ゲーム
- 剣と魔法と学園モノ。2（2009年、ディアボロス・女）
- FINAL FANTASY XIII（2009年、コクーン市民[要出典]）
- The Elder Scrolls Online（2014年、アノダエル、アラニル 他）
- 逆転オセロニア（2019年、イシュケ）
- うみねこのなく頃に咲 〜猫箱と夢想の交響曲〜（2021年）
- ガールズXバトル2（2021年、アリエル、服部半蔵、法正、薛霊雲）

### ドラマCD
- 純愛特攻隊長!（2009年、林）
- マリア様がみてる ロザリオの滴/黄薔薇注意報（2009年）
- シロクロネクロ（2012年、ゾンビたち）※『電撃文庫MAGAZINE』Vol.18付録「豪華声優陣×第17回電撃小説大賞コラボCD」
- ストライクウィッチーズ Operation Victory Arrow vol.2 エーゲ海の女神 Amazon.co.jp限定版特典 後日談ドラマCD「ウィッチ・イズ・ビューティフル」（2015年、ライーサ・ペットゲン）
- MAUSU THEATER（2019年）

### BLCD
- ラブ・フェロモン（2008年）

### 吹き替え

#### 映画
2009年
- イーグル・アイ

2010年
- Fame フェーム（デニース〈ナトゥーリ・ノートン〉）
- マイレージ、マイライフ
- マリオネット・ゲーム

2011年
- アイ・アム・ナンバー4（ニコル〈エミリー・ウィッカーシャム〉）
- ジュリエットからの手紙（パトリシア）
- スコット・ピルグリム VS. 邪悪な元カレ軍団（エンヴィ・アダムズ〈ブリー・ラーソン〉）

2012年
- ウソツキは結婚のはじまり（マギー・マーフィー〈ベイリー・マディソン〉）
- パラノーマル・アクティビティ3（幼少期のクリスティ〈ジェシカ・タイラー・ブラウン〉）
- 人喰い怪物ゴブリン（ニッキー・パーキンス〈トレイシー・スピリダコス〉）

2013年
- THE GREY 凍える太陽（タルゲットの娘）

2014年
- パラノーマル・アクティビティ/呪いの印（幼少期のクリスティ〈ジェシカ・タイラー・ブラウン〉）
- ラストミッション（ゾーイ・レナー〈ヘイリー・スタインフェルド〉）

2015年
- 唐山大地震（シャオハー〈ワン・ツィウェン〉）
- パラノーマル・アクティビティ5（幼少期のクリスティ〈ジェシカ・タイラー・ブラウン〉）

2020年
- ゾンビーズ2（ウィラ・ライケンセン〈チャンドラー・キニー〉）

2022年
- ゾンビーズ3（ウィラ・ライケンセン〈チャンドラー・キニー〉）
- ゾンビタイガー 狂虎襲来（アーイン〈ホン・ジャーニン〉）

#### テレビドラマ
2008年
- CSI:ニューヨーク
- ミディアム 霊能者アリソン・デュボア

2009年
- 風の国（セリュ）

2010年
- iCarly
- 救命医ハンク セレブ診療ファイル
- グッド・ワイフ
- コールドケース6（シェリー）
- 製パン王 キム・タック（ヤン・ミスン〈イ・ヨンア〉）
- 善徳女王（マヤ〈青年期〉）
- 名探偵ポワロ 第三の女（ノーマ・レスタリック〈幼少〉）※NHK版

2011年
- お兄ちゃんはデンマザー（アースラ〈キアラ・ムハンマド〉）
- クリミナル・マインド 特命捜査班レッドセル
- ケネディ家の人びと
- コールドケース7 ザ・ファイナル（若いジーナ）
- 私に嘘をついてみて（オ・ユンジュ〈チョ・ユニ〉）

2012年
- クリミナル・マインド6 FBI行動分析課
- 主任警部アラン・バンクス
- スキップ・ビート! 〜華麗的挑戦〜
- スパルタカスII
- PERSON of INTEREST 犯罪予知ユニット

2013年
- 蒼のピアニスト（ホン・ダミ〈チン・セヨン〉）
- クリミナル・マインド7 FBI行動分析課
- マードック・ミステリー 〜刑事マードックの捜査ファイル〜

2014年
- クリミナル・マインド8 FBI行動分析課

2016年
- クリミナル・マインド10 FBI行動分析課

2020年
- リトル・ファイアー〜彼女たちの秘密（イジー・リチャードソン〈メーガン・ストット〉）

#### アニメ
- ドックはおもちゃドクター（2012年、ピクルス）
- シュガー・ラッシュ（2013年、ユニ・バース）
- ピーターパン 新たなる冒険（2013年、ティンカーベル[19]）
- ウィッシュンプーフ!（2015年、バイオレット）
- レゴ フレンズ 〜ともだちキラキラ!ものがたり〜（2017年、オリビア）※2017年地上波版
- スーパーモンスターズ（2017年、オリーヴ、ジャッキー）
- ドロシーとオズの魔法使い（2020年、ドロシー[20]、オズマ女王）

### テレビドラマ
- 土曜ワイド劇場 おかしな刑事・9「鬼女の絵馬がつなぐ二つの死体!」（2012年、EX）
- 真夜中の百貨店〜シークレットルームへようこそ 第18話（2016年、テレビ東京） - 女性客

### 舞台
- ぽわわわわん ろっこめ「あるひ森のなか短編にであった」（2024年11月3日 - 5日、調布市せんがわ劇場）[21]

### その他
- オーディオブック 時間割男子（2024年、朗読）